# Meteorit
En meteorit eller meteorsten er en sten- eller metalklump fra rummet, der har overlevet turen ned gennem atmosfæren og kan samles op på overfladen.
Så længe klumpen befinder sig i verdensrummet betegnes den en meteoroid, eller hvis den er stor nok, en asteroide. Der er uenighed om præcis. hvor grænsen går, (et sted mellem 10 m og 100 m i diameter).
På vej ned gennem atmosfæren kaldes klumpen for en meteor eller mere populært et stjerneskud, idet den begynder at gløde pga. den varme, der udvikles under opbremsningen. Er den særligt lysstærk, kaldes den for en ildkugle eller bolide. Ved et mindre meteoritnedslag er der kun sjældent risiko for mennesker, men store meteoritnedslag som i Rusland i 2013 kan medføre store skader og danne store nedslagskratere.
Meteoritter navngives efter det sted, hvor de bliver fundet — typisk nærmeste by eller anden geografisk betegnelse. På Jorden er der fundet ca. 60 000 meteoritter, men de kan også findes på andre himmellegemer f.eks. på Månen og på Mars. Geologisk Museum i København har en stor samling meteoritter.
Studier af meteoritter er et vigtigt videnskabeligt arbejdsfelt:
- Der er (måske) fundet spor af nanober, nanobakterier, de mindste levende organismer i Mars-meteoritten Allan Hills 84001
- Nogle meteoritter som f.eks. Murchison-meteoritten og Aguas Zarcas-meteoriten har vist sig at indeholde kulstof og komplekse organiske forbindelser, som er de byggesten, vigtige biokemiske molekyler er opbygget af.[3]
- Meteoritter har været brugt til at bestemme Jordens alder såvel som solsystemets alder.

## Klassifikation

### Opdagelsesmetode
Da det er vigtigt at bestemme, hvorfra i verdensrummet meteoritten kom for at få det fulde videnskabelige udbytte af den, skelner man mellem:
- Fald — Har meteoritten været observeret som en meteor, eller kan den på anden måde bestemmes til at være nyligt nedfalden, kaldes den for et fald. Eventuelle observationer af ildkuglen vil gøre det muligt til en vis grad at beregne meteoridens bane, før den ramte Jorden. Den korte liggetid på Jorden, hvor den er udsat for vejr og vind, betyder, at der kun når at ske en ringe grad af forvitring, inden den kan analyseres.
- Fund — Har meteoritten derimod ligger i årevis, måske tusinder af år, kaldes den for et fund. Det kan her være helt umuligt at sige noget om, hvorfra i verdensrummet den stammer uden at foretage en egentlig geologisk analyse. Den vil også være forvitret fx rustet, hvis der er tale om en jernmeteorit.

Graden af forvitring angives med et indeks; W0 (ingen) - W6 (kraftig) forvitring. W står for weathering, der er det engelske ord for forvitring.
Før 1969 kendte man ca. 2100 meteoritter, heraf var ca. 60% “fald”. Siden da har man kun registreret omkring 1000 “fald” men fundet i titusindvis af meteoritter, så forholdet mellem “fald” og “fund” er rykket kraftigt. En meget stor del af de nyere fund er foretaget i ørkenområder enten de kolde på Antarktis eller de varme som f.eks. Sahara eller Nullarbor i Australien.

### Mineralogi og struktur

#### Stenmeteorit
Stenmeteoritter er de mest almindelige. De består af de samme elementer og mineraler som bjergarterne på Jorden, f.eks.; pyroxen, olivin og plagioklas. Langt de fleste af dem har dråbeagtige mm-store indre strukturer bestående af silikatglas og silikat-mineraler kaldet kondruler. Denne type meteoritter kaldes derfor for kondritter. Kondritter stammer fra småplanetlegemer dannet samtidig med vores solsystem. Nogle af dem indeholder meget små partikler af grafit, siliciumkarbid og diamant, der er ældre end solsystemet.
- Kulkondritter er en særlig type, de er sorte og kulstofholdige og kan indeholde organiske forbindelser. De formodes at stamme fra den ydre del af småplanetlegemer eller kometkerner.[1] Murchison-meteoritten har vist et betydeligt indhold af komplekse kulstofholdige molekyler af mange forskellige slags bl.a. molekylære byggesten for DNA og RNA.

- Akondritter er stenmeteoritter, der ikke har dråbestrukturer. De er meget sjældne og formodes at være løsrevet ved store nedslag på Mars og på Månen eller fra overfladen af asteroider, der har været opsmeltede på et tidligt tidspunkt.

#### Jern-stenmeteorit
Jern-stenmeteoritterne består af stort set lige dele jern-nikkel metal som silikater (primært olivin). De kan inddeles i to grupper; pallasitter og mesosideritter.
- Pallasitter er kendetegnet ved, at silikaterne optræder i cm-store krystaller indlejrede i metalmassen. Det antages, at de stammer fra grænseområdet mellem kappen og den metalliske kerne i en asteroide, der har været udsat for en voldsom kollision, hvorved den er blevet slået i stumper og stykker og spredt i alle retninger.[6]

Bemærk, pallasitter er ikke opkaldt efter asteroiden 2 Pallas, men efter den tyske zoolog og botaniker Peter Simon Pallas, der i 1772 indgående havde beskrevet et fund ved Krasnojarsk i Sibirien. Krasnojarsk meteoritten er netop af pallasittypen. Dette fund samt andre lignende spredt over hele kloden, brugte den tyske fysiker Ernst Chladni to år senere til at argumentere overbevisende for, at meteorer rent faktisk var sten, der faldt ned fra himlen, hvilket videnskaben indtil da havde antaget for at være en forrykt tanke.
- Mesosideritter har en mere blandet tekstur, idet indeslutningerne forekommer i mange forskellige størrelser indenfor den samme sten.

#### Jernmeteorit
Jernmeteoritterne består hovedsageligt af jern med 5-20 (vægt)procent nikkel. De stammer fra kernen af småplaneter, der på et tidspunkt har været opsmeltede.

##### Struktur klassifikation
Den ældre/traditionelle strukturklassifikation, opdeler jernmeteoritterne i tre hovedgrupper baseret på forholdet mellem to forskellige jern-nikkel-legeringer kaldet kamacit og taenit. Legeringerne forekommer ikke naturligt på Jorden - kun i meteoritter. Kamacit indeholder 5-10% nikkel, hvorimod taenit indeholder 20-50% nikkel. Undertiden ses også andre og mere sjældne jern-nikkel legeringer som tetrataenit og antitaenit.
- Hexaedritter — består næsten udelukkende af kamacit. Nogle hexaedritter har såkaldte Neumann linjer, der er fine parallelle bånd, der formodes skabt ved deformation af kamacitkrystallerne under en kollision.[9]
- Oktaedritetter — Er de mest almindelige, og består af både kamacit og taenit. Poleres overfladen på et tværsnit gennem en oktaedrit og ætses, fremkommer en særlig lamelstruktur (Widmanstätten-mønster også kaldet Thomson struktur). Lamelstrukturen kan ikke eftergøres i laboratorier og har kun kunnet dannes ved en meget langsom nedkøling af en småplanet. Lamelstrukturen varierer afhængigt af den kemiske sammensætning og af, hvor hurtigt nedkølingen har foregået.
- Ataxitter — består næsten udelukkende af taenit og er meget sjældne.

##### Kemisk klassifikation
Det nyere kemiske klassifikationssystem er baseret på forholdet mellem sporelementerne Gallium, Germanium og Iridium, som placerer jernmeteoritterne i klasser, der korresponderer med distinkte asteroider. Plottes nikkelindholdet mod de tre sporelementer for mange forskellige jernmeteoritter, viser det sig, at de klumper sig sammen i klynger i diagrammet. Der var oprindeligt fire klynger, og de betegnedes med romertallene; I, II, III, IV. Efterhånden som flere og flere meteoritter kom til, har man underinddelt de fire klasser ved at tilføje et bogstav efter romertallet. Senere igen har det være nødvendigt at slå enkelte undergrupper sammen igen. f.eks. er grupperne IIIA og IIIB blevet til IIIAB. Denne gruppe er med ca. 300 meteoritter den antalsmæssigt største og tæller blandt andet Cape York-meteoritterne beskrevet nedenfor. 

##### Forsøg med meteoritter
Forskere har fundet, at en ekstremofil mikroorganisme kan vokse på stumper af “Black Beauty”, en meteorit fra Mars og i processen danne nye biomineraler, som kan være vigtige indikatorer for liv i universet

## Navngivning
Det er The Meteoritical Society, der står for den officielle navngivning af meteoritter. Det videnskabelige selskab blev stiftet i 1933 og indgik i 1992 i partnerskab med International Union of Geological Sciences.
Et uddrag af de vigtigste retningslinjer for navngivning:
- Et entydigt navn tildeles til den samlede mængde af meteoritter fra et observeret fald eller meteoritbyge.
- Navnet skal tydeligt kunne skelnes fra andre meteoritnavne, og det skal viderebringe den geografiske lokalitet af faldet eller fundet.
- Et etableret meteoritnavn skal forblive uforandret, uanset at det senere viser sig at være stavet eller translittereret forkert og kan kun ændres ved helt ekstraordinære betingelser.
- Meteoritnavnet skal staves på lokalsproget, inkl. diakritiske tegn, dog evt. translittereret til det latinske alfabet.
- Navnet skal referere til en nærliggende geografisk lokalitet og kan være floder, bjerge, søer, bugte, forbjerge og øer eller menneskeskabte lokaliteter som byer, amter, stater eller provinser, evt. parker, miner eller historiske mindesmærker. Navne på lokaliteter med stor geografisk udstrækning bør undgås, især hvis der findes mere præcise muligheder.

Ny meteoritnavne offentliggøres mindst én gang årligt i Meteoritical Bulletin, og opdateres løbende i Meteoritical Bulletin Database, som der kan søges på fra selskabets hjemmeside.

## Danske meteoritter
- Fyn - faldt 30. marts 1654 kl. 08:00
- Mern - (L6) faldt 29. august 1878 kl. 14:30
- Aarhus (H5) - faldt 2. oktober 1951 kl. 18:13
- Jerslev (IIAB) - fundet 1976 (stammer fra istiden)
- Felsted (IIIAB) - fundet 1977 (stammer fra istiden)
- Maribo (CM2) - faldt 17. januar 2009 kl. 20:09
- Dueodde - faldt formentlig i 2015 eller 2016[13]
- Ejby og Herlev - faldt 6. februar 2016 kl. 22.07

## Cape York-meteoritterne
Nogle af de største meteoritter er fundet på Cape York i Grønland, rester fra et nedslag for omkring 10.000 år siden
- Ahnighito (Teltet) på 31 ton. Blev solgt til American Museum of Natural History af Robert E. Peary for 40.000 dollars.[14][15]

- Agpalilik (Manden) på 20,1 ton. Kan ses uden for Geologisk Museum i København
- Kvinden på 3 ton[15]
- Savik I på 3 ton
- Hunden på 400 kg[15]
- Tunorput på 250 kg

Grønlænderne har brugt metal fra meteoritterne til værktøj i mere end tusind år og har (sandsynligvis) eksporteret det til store dele af Arktis.
Den 20. januar 1978 udstedte Grønland et frimærke med motiver fra Cape York-meteoritterne.

## Nogle store meteoritter
De mest voldsomme meteornedslag på Jorden har resulteret i nedslagskratere, hvor der måske stadig findes rester - større eller mindre - af en meteor. Man regner med at undergrunden i Yucatan under Chicxulub-krateret stadig gemmer på rester af meteoren, der var medvirkende til den store masseuddøen for 65 millioner år siden (K/Pg-grænsen), hvor bl.a. dinosaurerne forsvandt. Barringerkrateret i Arizona antages at gemme på en meteorit, der er anslået til at være på 10 megaton jern og nikkel.
De ti største meteoritter fundet på Jorden vejer tilsammen mere end 250 ton. På grund af deres store vægt kan mange af de store meteoritter stadig ses på deres findested.
- 1. Hoba-meteoritten, Namibia, 60 t, fundet 1920
- 2. Campo del Cielo (El Chaco, den berømte Haag-meteorit), Chaco, Argentina, 37 t, fundet 1969
- 3. Ahnighito, Cape York, Grønland, 30,875 t, fundet 1894
- 4. Armanty, Xinjiang, China, 28 t, fundet 1898
- 5. Bacubirito, Sinaloa, México, 22 t, fundet 1863
- 6. Agpalilik, Cape York, Grønland, 20,1 t, fundet 1963
- 7. Mbosi, Rungwe, Tanzania, 16 t, fundet 1930
- 8. El Ali-meteoritten, Somalia, 15,150 t, fundet 2019[19]
- 9. Campo del Cielo, Chaco, Argentina, 14,850 t, fundet 2005
- 10. Willamette, Origon, USA, 14,140 t, fundet 1902
- 11. Chupaderos I, Chihuahua, Mexico, 14,114 t, fundet 1852

## Meteoritter fra kendte himmellegemer
En del meteoritter opstår ved at en primær meteorit slår et stykke af overfladen af et større himmellegeme med så stor kraft at stykket kan undslippe himmellegemets tiltrækningskraft, og efterfølgende kan indfanges af Jorden.
- " Black Beauty" fra Mars, en stump købt af Københavns Universitet[20]
- NWA 482 (North West Africa 482) Meteorit fra Månens bagside[21]
- Allan Hills 84001 på 1,93 kg stammer fra Mars, måske med spor af "biotisk aktivitet"[22]
- Yamato 000593 fra Mars, måske med spor af "biotisk aktivitet"[23]
- Tissint fra Mars, en del findes nu på Statens Naturhistoriske Museum.[24]
- HED-meteoritter fra Vesta[25] - nogle findes nu på Statens Naturhistoriske Museum.
- Man regner også med at nogle meteoritter stammer fra kometen Wild 2[26]
- Meteoritten der landede i Maribo i 2009 lader til at have udgangspunkt i Enckes Komet[27]

## Andre meteoritter
- Charlottetown-meteorittens nedslag blev optaget med lyd på video.[28]